# 난웨구

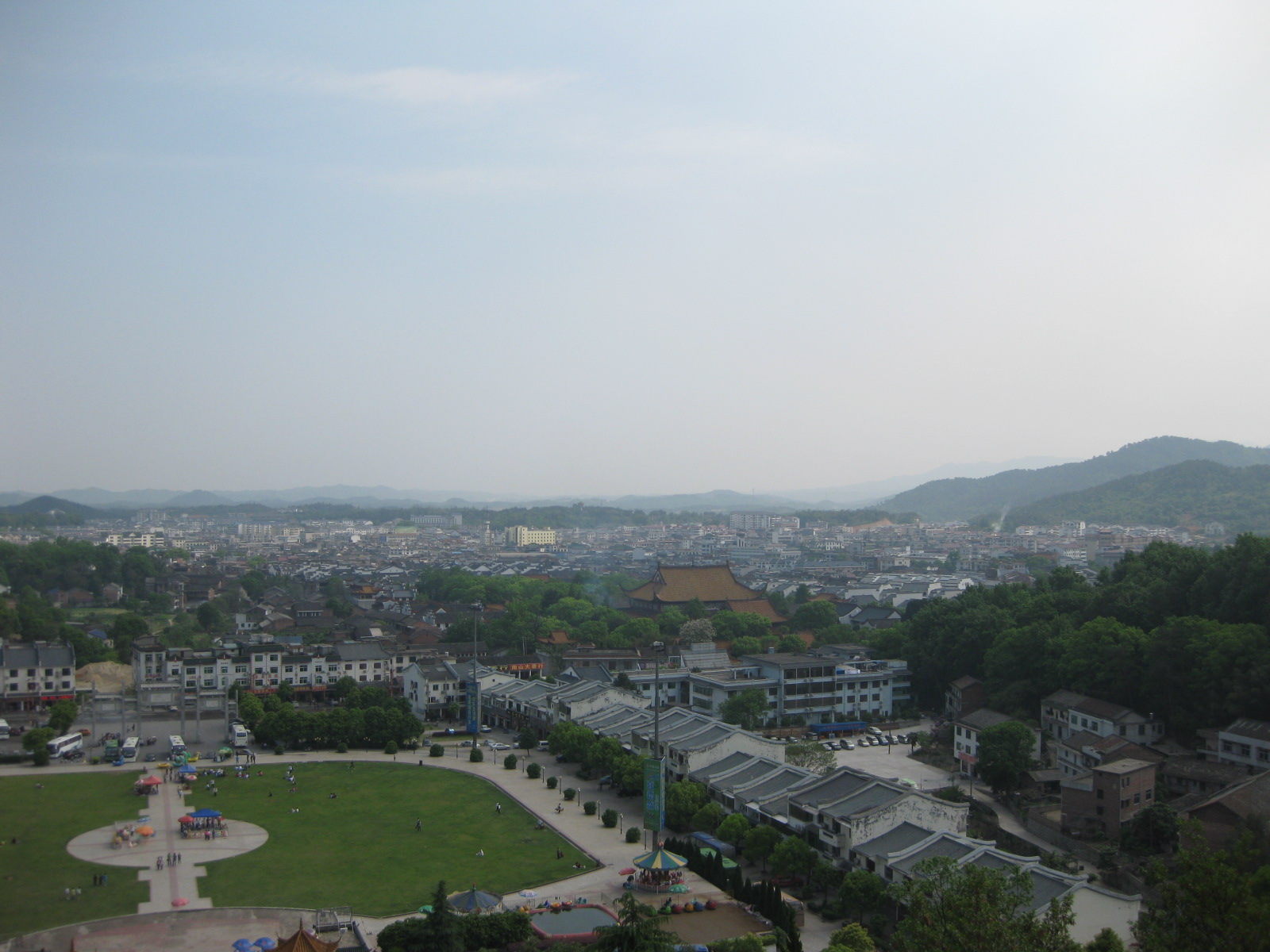

난웨구(한국어: 남악구, 중국어: 南岳区, 병음: Nányuè Qū)는 중화인민공화국 후난성 헝양 시의 현급 행정구역이다. 넓이는 179km2이고, 인구는 2007년 기준으로 50,000명이다.

## 행정 구역
1개 가도, 1개 진, 3개 향을 관할한다.
- 가도: 祝融街道.
- 진: 南岳镇.
- 향: 岳林乡, 龙凤乡, 拜殿乡.